# Notiothereva bezzii
Notiothereva bezzii är en tvåvingeart som först beskrevs av Krober 1911.  Notiothereva bezzii ingår i släktet Notiothereva och familjen stilettflugor.
Artens utbredningsområde är Peru. Inga underarter finns listade i Catalogue of Life.